# Talles Silva
Talles Frederico Souza Silva (* 20. August 1991 in São Gonçalo do Rio Abaixo) ist ein brasilianischer Leichtathlet, der sich auf den Hochsprung spezialisiert hat. In dieser Disziplin wurde er 2013 Südamerikameister.

## Sportliche Laufbahn
Erste internationale Erfahrungen sammelte Talles Silva im Jahr 2008, als er bei den Jugendsüdamerikameisterschaften in Lima mit übersprungenen 2,05 m die Silbermedaille gewann. Im Jahr darauf belegte er bei den Juniorensüdamerikameisterschaften in São Paulo mit 2,03 m den vierten Platz und gelangte anschließend bei den Panamerikanischen Juniorenmeisterschaften in Port-of-Spain mit 2,05 m auf den sechsten Platz. 2010 belegte er bei den U23-Südamerikameisterschaften im Rahmen der Südamerikaspiele in Medellín mit 1,95 m den siebten Platz und anschließend schied er bei den Juniorenweltmeisterschaften in Moncton mit 2,14 m in der Qualifikationsrunde aus. Im Jahr darauf gelangte er bei den Südamerikameisterschaften in Buenos Aires mit 2,17 m auf den fünften Platz und 2012 wurde er bei den Ibero-Amerikanischen Meisterschaften in Barquisimeto mit 2,16 m Achter. Anschließend siegte er mit einer Höhe von 2,21 m bei den U23-Südamerikameisterschaften in São Paulo. Im Jahr darauf siegte er bei den Südamerikameisterschaften in Cartagena mit übersprungenen 2,22 m und 2014 belegte er beim Panamerikanischen Sportfestival in Mexiko-Stadt mit 2,15 m den sechsten Platz. Anschließend belegte er bei den Ibero-Amerikanischen Meisterschaften in São Paulo mit 2,18 m den fünften Platz. 2015 gewann er bei den Südamerikameisterschaften in Lima mit 2,22 m die Silbermedaille hinter seinem Landsmann Fernando Ferreira und daraufhin gelangte er bei den Panamerikanischen Spielen in Toronto mit 2,20 m auf Rang neun. Anschließend schied er bei den Weltmeisterschaften in Peking mit 2,17 m in der Qualifikationsrunde aus. Im Jahr darauf wurde er bei den Ibero-Amerikanischen Meisterschaften in Rio de Janeiro mit 2,20 m Fünfter und anschließend verpasste er bei den Olympischen Sommerspielen ebendort mit 2,17 m den Finaleinzug.
2017 gewann er bei den Südamerikameisterschaften in Luque mit übersprungenen 2,28 m die Silbermedaille hinter dem Venezolaner Eure Yáñez. Anschließend schied er bei den Weltmeisterschaften in London mit 2,29 m in der Qualifikationsrunde aus. Im Jahr darauf belegte er bei den Südamerikaspielen in Cochabamba mit 2,22 m den vierten Platz und anschließend gewann er bei den Ibero-Amerikanischen Meisterschaften in Trujillo mit 2,21 m die Silbermedaille hinter dem Argentinier Carlos Layoy. 2019 gelangte er bei den Militärweltspielen in Wuhan mit 2,10 m auf den siebten Platz und 2023 gewann er bei den Südamerikameisterschaften in São Paulo mit einer Höhe von 2,13 m die Bronzemedaille hinter Layoy und seinem Landsmann Fernando Ferreira.
In den Jahren 2012 und 2019 wurde Silva brasilianischer Meister im Hochsprung.

## Persönliche Bestleistungen
- Hochsprung: 2,30 m, 12. März 2017 in São Bernardo do Campo
  - Hochsprung (Halle): 2,26 m, 3. Februar 2018 in São Caetano do Sul